# فريد شعال
فريد شعال  (1994 الجزائر) هو لاعب كرة قدم جزائري يلعب في شباب بلوزداد.

## روابط خارجية
- فريد شعال على موقع قاعدة بيانات كرة القدم.إي يو (الإنجليزية)
- فريد شعال على موقع Soccerway.com (الإنجليزية)
- فريد شعال على موقع أوليمبيديا (الإنجليزية)